# Китайцы в Республике Сербской
Китайцы в Республике Сербской (серб. Кинези у Републици Српској, кит. 中國人 在 塞族共和國) — граждане Боснии и Герцеговины китайского происхождения, проживающие и работающие на территории Республики Сербской. Точное число китайцев в Республике Сербской — 173 человека (по переписи населения 2013 года). В настоящее время китайцы не являются официально национальным меньшинством Республики Сербской.

## История
Китайские граждане мигрировали в Боснию и Герцеговину в конце 1990-х — начале 2000-х. Хотя многие из них прибыли сюда заниматься бизнесом, они остались здесь насовсем и начали новую жизнь. Китайцы расселены по всей территории Республики Сербской, большинство из них проживают в Баня-Луке. В основном они занимаются торговлей и бизнесом, а также сельским хозяйством (в Биелине большое количество занимается земледелием, в Модриче есть свиноферма). Развит бизнес в сфере питания (китайские рестораны, продажа китайских приправ).
На философском факультете университета в Восточном Сараево есть кафедра китаеведения и отдел изучения китайского языка, где преподавательской деятельностью занимаются китайские профессора на регулярной основе. Китайская община Восточного Сараево является главным источником развития китайской культуры, там проводятся регулярные мероприятия, посвящённые истории и культуре Китая. Библиотека университета Восточного Сараево содержит более 1000 единиц книжного материала о Китае.

## Религия
Китайцы исповедуют традиционные вероисповедания (даосизм или христианство), хотя достаточное число не являются религиозными людьми.

## Ассоциации
В Баня-Луке действует Общество друзей Китайской Народной Республики и Боснии и Герцеговины, основанное в 1997 году и насчитывающее более 100 человек. В марте 2016 года в Восточном Сараево появилось Общество сербско-китайской дружбы Республики Сербской для улучшения связей КНР и Республики Сербской, сотрудничества в области культуры, науки, преподавания, экономики и торговли.